# Cerastis grisea
Cerastis grisea är en fjärilsart som beskrevs av Foltin 1942. Cerastis grisea ingår i släktet Cerastis och familjen nattflyn. Inga underarter finns listade i Catalogue of Life.